# 微体古生物学

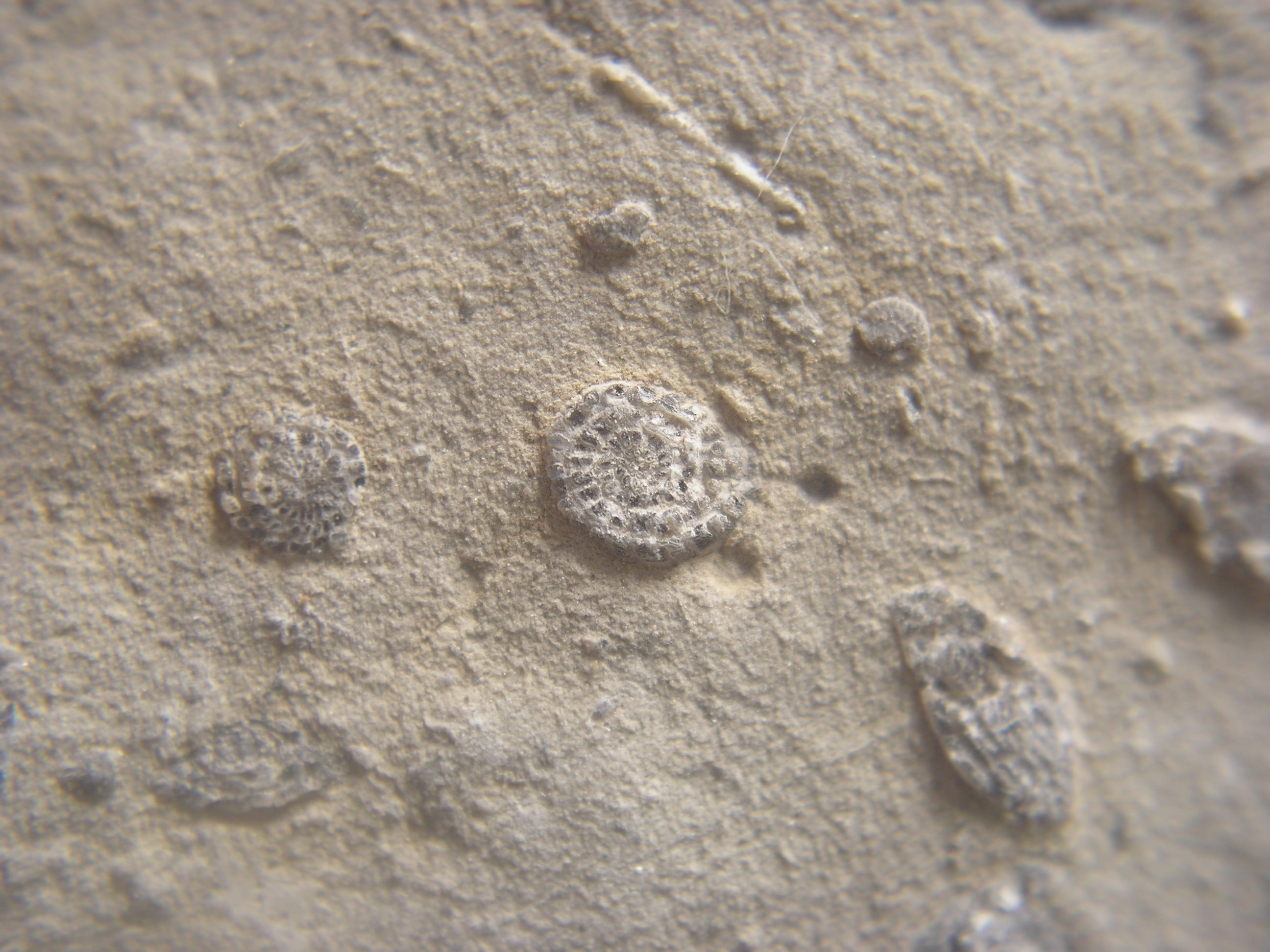
微体化石 (约 1 mm)。

微体古生物学 是一门研究微体化石的学科，属于古生物学的一门分支。

## 历史
早在公元前5世纪，古希腊学者希罗多德就曾记载过货币虫（Nummulite）的微体化石。但是微体古生物学作为一门独立的学科开始于第一次世界大战期间。当时随着石油工业的发展，人们认识到微体化石在石油勘探过程中确定地层时代及进行地层划分有着重要意义。第一次世界大战期间，微体古生物学开始作为独立的学科进入美国的一些大学的课程中。1945年美国著名古生物学家格莱斯纳发表了《微体古生物学原理》（Principles of Micropalaeontology），是第一本正式出版的微体古生物学教科书。
中国早期的微体古生物学研究主要是由少数一些地质学家对一些门类进行了研究，一种以李四光对䗴类化石研究比较突出。20世纪60年代初，北京地质学院开始将微体古生物学列为地层古生物学和石油地质学专业的专业课程。

## 研究内容及意义
微体古生物学主要研究微体化石的形态、构造、化学成分以及生物学特征、分类、地质历程等内容。微体古生物学的研究成果可以作为地层学中划分地层、进行地质年代研究的重要依据。